# João Berchmans
João Berchmans (Diest, Bélgica, 13 de março de 1599 – Roma, 13 de agosto de 1621) foi um religioso escolástico jesuíta belga. É venerado como santo da Igreja Católica e é, com São Luiz Gonzaga e Santo Estanislau Kostka, "Padroeiro da Juventude Estudantil".

## Biografia
Primeiro dos cinco filhos de Carlos Berchmans, um modesto curtidor de peles e sapateiro, e de Isabel, uma das filhas do líder do povoado. Filho amoroso, irmão amável e companheiro caridoso, amava os estudos demonstrando muita sabedoria e inteligência desde a infância. Em 1609, sua mãe foi acometida de uma incurável e lenta doença. Seu pai enviou João, com os irmãos, para o internato dos padres premonstratenses, onde a sua imensa capacidade para o aprendizado, principalmente de idiomas, aflorou. E, extremado devoto de Jesus e da Virgem Maria, ali decidiu que seria um sacerdote, iniciando seus estudos eclesiásticos.
Por causa de sérios problemas financeiros do pai, quase teve que abandonar os estudos em 1612. Com a ajuda de alguns familiares, ficou. Entretanto ele se mobilizou para estudar na Escola Grande de Malines: conseguiu ingressar na casa do cônego superior-geral, onde trabalhava como seu camareiro e instrutor de alguns jovens da nobreza, dos quais esse cônego era o orientador espiritual.
Ainda em Malines, foi estudar retórica no Colégio dos Jesuítas, em 1615. Na ocasião, lendo a biografia de São Luiz Gonzaga, percebeu que Deus queria que ele abraçasse o carisma da Companhia de Jesus no seu sacerdócio. Dedicou-se ao extremo nos estudos, avançando cada vez mais na vida espiritual, pela caridade, oração e penitência, ingressando na Congregação Mariana. Seus mestres diziam-se impressionados, pois não havia melhor exemplo do que ele.
Completados os estudos e tencionando ser sacerdote, em 24 de setembro de 1618 fez a primeira profissão religiosa, tornando- se noviço jesuíta. Em 1619 se transferiu a Roma para completar os estudos filosóficos no  Colégio Romano (atual Pontifícia Universidade Gregoriana) onde, amavelmente, morreu dois anos depois em 13 de agosto de 1621. Seu corpo está sepultado na igreja romana de Santo Inácio de Loyola, na Capela da SS. Annunziata, e a relíquia de seu coração foi transladada para a Igreja Jesuíta de São Miguel de Lovanio.

## O culto
Seu processo de beatificação se iniciou logo depois de sua morte, mas foi interrompido quando da expulsão dos jesuítas do vários Estados europeus. Foi declarado Venerável pelo Papa Clemente XIV em 1773); em 1814, quando o Papa Pio VII restaurou a Companhia de Jesus, tornou-se necessário reabrir o processo para que a regra de Santo Inácio de Loyola fosse totalmente restabelecida.
Foi beatificado pelo Papa Pio IX em 9 de maio de 1865 e canonizado por Leão XIII em 15 de janeiro de 1888.
Foi aclamado por Pio X como co-patrono da nova igreja da Imaculada de Tiburtino (título Cardinalício]] em Roma (março de 1909), edificada com a beneficência da estampa belga, ofertada no aniversário de ordenação sacerdotal do Papa e consagrada ao cardeal Desiré-Félicien-François-Joseph Mercier, da Arquidiocese de Malines-Bruxelas, primaz da Bélgica.
Sua memória litúrgica era celebrada em 26 de novembro, mas em 1969, o Papa Paulo VI a transferiu para 13 de agosto.